# Драгана Домузин
Драгана Домузин (Бањалука, 3. новембар 2000) је босанскохерцеговачка кошаркашица и члан је женске кошаркашке репрезентације Босне и Херцеговине, а игра на позицији бек шутера.

## Биографија
Драгана је почела тренирати у Школи кошарке Партизан у Бањалуци, да би затим у млађим категоријама играла у екипи Феникса. Први сениорски тим у ком је заиграла су бањалучки Орлови са којима је освојила првенство Републике Српске, те Куп Републике Српске. Након тога је са 19 година остварила први инострани ангажман када је прешла у шпански тим Екстрамадуру.
Након године проведене у Шпанији Драгана Домузин се вратила поново у екипу Орлова с којом је освојила Премијер лигу Босне и Херцеговине, Куп Босне и Херцеговине, те Куп Републике Српске. Она је 2020. године добила признање за најбољу спортисткињу Града Бањалуке. 
На почетку сезоне 2021/2022 Драгана је прешла у њемачку екипу ТЦ Хернер с којом је стигла до четвртфинала првенства Њемачке.

### Репрезентација
Драгана Домузин је наступила за репрезентацију Босне и Херцеговине до 18 година на Европском првенству 2017. године у Шопрону гдје су заузеле 11. мјесто.  Исте године је играла и на Европском првенству у Португалији за национални тим до 20 године гдје се Босна и Херцеговина нашла на 16. мјесту. 
Наредне године са репрезентацијом до 18 година освојила је 13. мјесто на Европском првенству у Удинама. Након двије године услиједио је позив за сениорски тим Босне и Херцеговине у квалификацијама за првенство Европе. Тада је екипа предвођена селектором Гораном Лојом осигурала пласман на ово такмичење и ту су освојиле пето мјесто   и након тога им је приређен дочек у Бањалуци.
Кошаркашка репрезентација Босне и Херцеговине је у фебруару 2022. године по први пут осигурала пласман на Свјетско првенство које ће се одржати у Аустралији од 22. септембра до 1. октобра, а оне се налазе у групи са Сједињеним Америчким Државама, Кином, Корејом и Белгијом. 